# Ilir Hoti
Ilir Hoti (Durrës, 10 de maio de 1957 — Durrës, 1 de março de 2016) foi um economista e banqueiro albanês. Hoti foi governador do Banco da Albânia entre maio de 1992 a setembro de 1993 e de 2012 a janeiro de 2015 foi decano da faculdade de negócios na Universidade Aleksandër Moisiu em Durrës.
Graduou-se na faculdade de economia e agronegócio na Universidade Agricultural de Tirana, e serviu como um professor associado. Ele era fluente em inglês e na língua italiana.
Hoti foi preso em 1993, juntamente com o ex-primeiro-ministro Vilson Ahmeti por causa do escândalo "Arsidi", mas foi posteriormente liberado pelo Tribunal de Tirana. Hoti não foi considerado culpado pelo tribunal sobre esta questão.
Ele foi autor de vários livros, incluindo Gestão Financeira (2009), Gestão Financeira (2011) e Gestão de Riscos e Indústria de Seguros (2011).